# وارن جي. هاردينغ
وارن غاماليل هاردينغ (بالإنجليزية: Warren G. Harding)‏ (2 نوفمبر 1865 - 2 أغسطس 1923) هو سياسي أمريكي وكان الرئيس التاسع والعشرين للولايات المتحدة، وشغل المنصب من 4 مارس 1921 حتى وفاته في عام 1923. وكان في زمن وفاته أحد من أكثر الرؤساء شعبية، ولكنه فقد احترام الشعب بعد انكشاف الفضائح التي وقعت تحت إدارته، مثل فضيحة تي بوت دوم، وكذلك علاقته مع عشيقة له تدعى نان بريتون. وغالبا ما يضعه المؤرخون في المراتب الدنيا بين تصنيفات الرؤساء كأحد أسوأ الرؤساء في تاريخ البلاد.
ولد هاردينغ في بلدة تدعى بلومينغ جروف في أوهايو. وعاش في ريف أوهايو طوال حياته، إلا عندما تأخذه أعماله السياسية إلى مكان آخر. واستقر في ماريون وهو لم يبلغ العشرين بعد واشترى صحيفة ماريون ستار وطوّرها لتصبح صحيفة ناجحة. انتخب لمجلس الشيوخ في ولاية أوهايو في عام 1899، وبعد أن قضى أربع سنوات هناك، ترشح لمنصب نائب الحاكم ونجح في الانتخابات. ترشح هاردينغ لمنصب الحاكم في عام 1910، ولكن تم انتخابه لمجلس الشيوخ الأمريكي في عام 1914.
عمل هاردينغ على الترشح عن الحزب الجمهوري للرئاسة في عام 1920، ولكن فرصته للنجاح اعتبرت ضئيلة. ولم يتمكن المرشحون الرئيسيون، مثل الجنرال ليونارد وود، من الحصول على أغلبية لتأمين الترشيح، فتم إيقاف المؤتمر. ظل دعم هاردينج يتنامى تدريجيا حتى تم ترشيحه في الاقتراع العاشر. قاد هاردينغ حملته من الخلف، حيث بقي في ماريون وسمح للشعب أن يأتوا إليه. وفاز بنصر ساحق على الديمقراطي جيمس كوكس ومرشح الحزب الاشتراكي يوجين ديبس، دارت حملته حول عودة البلاد إلى ما كانت عليه قبل الحرب العالمية الأولى وأصبح أول عضو حالي في مجلس الشيوخ يتم انتخابه رئيسا.
عين هاردينغ عددا من الشخصيات البارزة، من بينهم أندرو ميلون في وزارة الخزانة وهربرت هوفر في التجارة وتشارلز إيفانز هيوز في وزارة الخارجية. وأهم إنجازاته في السياسة الخارجية كان مؤتمر واشنطن البحري عام 1921-1922، الذي اتفقت فيه القوى البحرية الكبرى في العالم على برنامج لتقييد القوات البحرية والذي استمر لعقد من الزمان. تورط اثنان من أعضاء حكومته في الفساد: وزير الداخلية ألبرت ب فال والنائب العام هاري دوغرتي. لم تظهر هذه الفضائح (بالإضافة لعلاقته مع بريتون) إلا بعد وفاة هاردينغ، ولكنها أضرت بسمعته كثيرا. توفي هاردينغ بأزمة قلبية في سان فرانسيسكو بينما كان في جولة في غرب البلاد. وخلفه في المنصب نائبه كالفين كوليدج.

## نشأته وحياته المهنية

### طفولته وتعليمه
وُلِد وارن هاردينغ في 2 نوفمبر 1865، في بلومينغ غروف، أوهايو. لُقّب في صغره بـ«ويني» وكان الأكبر بين ثمانية أطفال لجورج تريون هاردينغ (1843-1928؛ المعروف عادة باسم تريون) وفيبي إليزابيث (ديكرسون قبل الزواج) هاردينغ (1843-1910). كانت فيبي قابلة حاصلة على شهادة حكومية. عمل تريون بالزراعة، ودرّس في مدرسة بالقرب من ماونت غيلاد في ولاية أوهايو. من خلال التمرّس والدراسة وقضاء سنة في كلية الطب، أصبح تريون طبيبًا، وبدأ مزاولة المهنة على نحو بسيط. كان بعض أسلاف والدة هاردينغ من الهولنديين، بمن فيهم عائلة فان كيرك المعروفة. كان لهاردينغ أيضًا أسلاف من إنجلترا وويلز واسكتلندا.
أشاع خصم سياسي في بلومينغ غروف أن والدة إحدى جدتيّ هاردينغ كانت أمريكية من أصل أفريقي. ادعى جدّ جدّه آموس هاردينغ أن لصًا، قبض عليه أفراد الأسرة متلبّسًا، أثار الشائعات في محاولة للابتزاز أو الانتقام. في عام 2015، كشف الفحص الجيني لأحفاد هاردينغ، بدقة تصل لأكثر من 95%، عدم وجود أسلاف له من أفريقيا جنوب الصحراء الكبرى على مدى أربعة أجيال.
في عام 1870، انتقلت عائلة هاردينغ، التي كانت تنادي بالإبطالية، إلى كالدونيا، أوهايو، حيث امتلك تريون صحيفة ذي آرغوس الأسبوعية المحلية. في صحيفة ذي آرغوس، تعلّم هاردينغ أساسيات العمل في الصحافة منذ سن الحادية عشرة. في أواخر عام 1879، في سن الرابعة عشرة، التحق هاردينغ بمدرسة والده الأم، كلية أوهايو المركزية في إيبيريا-،حيث أثبت أنه طالب متفوّق. أصدر هو وصديق له صحيفة صغيرة، إيبيريا سبيكتيتور، خلال سنتهم الأخيرة في كلية أوهايو المركزية، هدفت إلى جذب كلٍّ من طلاب الكلية وسكان المدينة. خلال سنته الأخيرة، انتقلت عائلة هاردينغ إلى ماريون، أوهايو، على بعد نحو 6 أميال (9.7 كم) من كالدونيا، وانضم للعيش معهم هناك عندما تخرج عام 1882.

### محرّر
في أيام شباب هاردينغ، كانت غالبية السكان ما تزال تعيش في المزارع وفي المدن الصغيرة. قضى هاردينغ معظم حياته في ماريون، وهي مدينة صغيرة في ريف أوهايو، ارتبط بها ارتباطًا وثيقًا. عندما ترقّى هاردينغ إلى منصبه الرفيع، عبّر عن مدى حبه لماريون وطريقتها في الحياة، وتحدّث عن العديد من شباب ماريون الذين غادروها وحققوا النجاح في مكان آخر، مشيرًا إلى أن ذلك الرجل الذي بقي في ماريون وأصبح بوّابًا هو «أسعد شخص في المجموعة».
عند التخرج، عمل هاردينغ مدرسًا ورجلَ تأمين، وحاول دراسة القانون لفترة وجيزة. ثم جمع 300 دولار (أي ما يعادل 8,232 دولارًا في عام 2019) بالشراكة مع آخرين لشراء الصحيفة الفاشلة ذا ماريون ستار التي كانت الصحيفة الأضعف من بين الصحف الثلاث في المدينة المتنامية، واليومية الوحيدة فيها. استخدم هاردينغ البالغ من العمر 18 عامًا تصريح المرور الذي جاء مع الصحيفة لحضور المؤتمر الوطني الجمهوري لعام 1884، حيث اختلط بالصحفيين المعروفين ودعم المرشح الرئاسي، وزير الخارجية السابق جيمس جي. بلين. عاد هاردينغ من شيكاغو ليجد أن الصحيفة قد استعادها الشريف. خلال الحملة الانتخابية، عمل هاردينغ لصحيفة ديموكراتيك ميرر في ماريون، وكان منزعجًا من اضطراره إلى الثناء على المرشح الرئاسي الديمقراطي، حاكم نيويورك غروفر كليفلاند، الذي فاز بالانتخابات. بعد ذلك، وبمساعدة مالية من والده، استعاد الصحفي الناشئ ملكية صحيفة ستار.

خلال السنوات الأخيرة من ثمانينيات القرن التاسع عشر، طوّر هاردينغ صحيفة ستار. كانت مدينة ماريون أكثر ميلًا إلى التصويت لصالح الجمهوريين (مثلما فعلت أوهايو)، لكن مقاطعة ماريون كانت ديمقراطية. وفقًا لذلك، تبنّى هاردينغ موقفًا مخفّفًا في التحرير، إذ أعلن أن يومية ستار غير حزبية، ووزّع نسخة أسبوعية جمهورية معتدلة. جذبت هذه السياسة المعلنين وسبّبت إفلاس صحيفة المدينة الأسبوعية الجمهورية. وفقًا لكاتب سيرة حياة هاردينغ، أندرو سينكلير:
كان نجاح هاردينغ في صحيفة ستار على نموذج هوراشيو ألجر بالتأكيد. لقد بدأ من الصفر، ولكنه بالعمل والمماطلة والتحايل والامتناع عن سداد المدفوعات واقتراض الأجور والتفاخر والتلاعب، حوّل الجريدة المحتضرة إلى جريدة قوية في هذه البلدة الصغيرة. كان نجاحه في معظمه مرتبطًا بمظهره الحسن ولطفه وحماسه ومثابرته، لكنه كان محظوظًا أيضًا. كما أوضح مكيافيلي ذات مرة، فإن الذكاء سيجعل المرء ناجحًا، لكن المرء لا يمكنه الاستغناء عن الحظ الجيد.
نما عدد سكان ماريون من 4 آلاف نسمة في عام 1880 إلى ضعف هذا العدد في عام 1890، وارتفع إلى 12 ألفًا بحلول عام 1900. ساعد هذا النمو صحيفة ستار، وبذل هاردينغ قصارى جهده للنهوض بالمدينة، إذ اشترى الأسهم في العديد من الشركات المحلية. على الرغم من أن عددًا قليلًا منها انقلب بشكل سيئ، كان هاردينغ ناجحًا بشكل عام بصفته مستثمرًا، إذ ترك عقارًا بقيمة 850 ألف دولار في عام 1923 (أي ما يعادل 12.75 مليون دولار في عام 2019). وفقًا لكاتب سيرة هاردينغ ومستشار البيت الأبيض السابق جون دين، «كان التأثير المدني لهاردينغ تأثيرَ ناشط استخدم صفحته الافتتاحية ليعطي رأيه بفعالية في جميع الأعمال العامة في المدينة». حتى الآن، يُعدّ هاردينغ الرئيس الأمريكي الوحيد الذي يتمتع بخبرة في الصحافة. أصبح من أشد المؤيدين للحاكم جوزيف ب. فوراكر الجمهوري.
تعرّف هاردينغ في بادئ الأمر على فلورنسا كلينغ، الأكبر منه بخمس سنوات، بصفتها ابنة مصرفي ومتعهّد بناء محلي. كان آموس كلينغ رجلًا معتادًا على الحصول على ما يريد، لكن هاردينغ هاجمه بلا هوادة في الصحيفة. شارك آموس فلورنسا في كل شؤونه، مصطحبًا إياها إلى العمل منذ نعومة أظفارها. نظرًا إلى كون والدها شخصًا عنيدًا، اختلفت فلورنسا معه بعد العودة من كلية الموسيقى. بعد أن هربت فلورنسا مع بيت دي وولف، وعادت إلى ماريون من دونه، ولكن برفقة طفل رضيع يدعى مارشال، وافق آموس على تربية الصبي، ولكنه رفض دعم فلورنسا، التي كسبت العيش بالعمل معلمةَ بيانو. كانت أخت هاردينغ، التي تدعى تشاريتي، واحدة من طلابها. بحلول عام 1886، حصلت فلورنسا كلينغ على الطلاق، وكانت هي وهاردينغ يتودّدان إلى بعضهما، على الرغم من عدم معرفة من كان منهما يطارد الآخر، وفقًا لمن أخبر لاحقًا قصة حبهما.
أنهى الارتباط الواعد الهدنةَ بين فلورنسا ووالدها. اعتقد آموس أن أسرة هاردينغ لديها دم أمريكي من أصل أفريقي، وكان أيضًا يشعر بالإهانة بسبب آراء هاردينغ في تحرير الصحيفة. بدأ في إطلاق شائعات عن إرث هاردينغ الأسود المفترض، وشجع رجال الأعمال المحليين على مقاطعة مصالح هاردينغ التجارية. عندما اكتشف هاردينغ ما كان يقوم به كلينغ، حذّر هاردينغ كلينغ «بأنه سوف يوسعه ضربًا إذا لم يتوقف عمّا يفعله».
تزوج هاردينغ وفلورنسا في 8 يوليو 1891، في منزلهما الجديد في شارع ماونت فيرنون في ماريون، الذي صمّماه معًا على طراز الملكة آن. لم ينجب الزوجان أي أطفال من زواجهما. دعا هاردينغ زوجته تعبيرًا عن مودته «الدوقةَ» نسبةً لشخصية في سلسلة من صحيفة ذا نيويورك صن كانت تراقب من كثب «الدوق» وأموالهما.
انخرطت فلورنسا هاردينغ بعمق في حياة زوجها المهنية، سواء في صحيفة ستار أو بعد دخوله عالم السياسة. بإظهار تصميم والدها وحسها التجاري، ساعدت في تحويل صحيفة ستار إلى مؤسسة مربحة من خلال إدارتها الصارمة لقسم تداول الصحيفة. يعود لها الفضل في مساعدة هاردينغ على تحقيق إنجازات كثيرة ما كان ليحققها بمفرده؛ يقول البعض إنها كانت وراء وصوله إلى البيت الأبيض.

## بدايته في السياسية
بعد فترة وجيزة من شرائه صحيفة ستار، وجه هاردينغ انتباهه نحو السياسة، داعمًا فوراكر في أول منافسة ناجحة له على الحكم في عام 1885. كان فوراكر جزءًا من جيل الحرب الذي تحدى جمهوريي أوهايو المسنين، مثل النائب جون شيرمان، للسيطرة على سياسة الولاية. دعم هاردينغ -الذي طالما كان مواليًا للحزب- فوراكر في الصراع الداخلي المعقد والتي كانت سياسية الجمهوريين في أوهايو. كان هاردينغ مستعدًا لتحمل الديمقراطيين، كضرورة لحكم الحزبين، إلا أنه احتقر أولئك الذين فروا من الحزب الجمهوري للانضمام إلى حركات الطرف الثالث. كان موفدًا إلى مؤتمر الولاية الجمهوري في عام 1888، إذ كان يبلغ من العمر 22 عامًا، بصفته ممثلًا عن مقاطعة ماريون، وانتُخب في معظم السنوات التالية كموفد حتى أصبح رئيسًا.
أثر نجاح هاردينغ في مهمته كرئيس تحرير على صحته. دخل خمس مرات إلى مصحة باتل كريك، بين عامي 1889 (إذ كان في عامه 23) و1901 من أجل أسباب وصفها سينكلر بـ«الإرهاق، وفرط الإجهاد، والأمراض العصبية». يربط دين بين هذه الزيارات والحدوث المبكر لاعتلال القلب الذي قتل هاردينغ فيما بعد في عام 1923. أثناء إحدى هذه الغيابات عن ماريون في عام 1894، قدم المدير التجاري لصحيفة ستار استقالته. حلّت فلورنسا هاردينغ مكانه. أصبحت معاونة زوجها العليا في الجانب التجاري لصحيفة ستار، بقيت في منصبها حتى انتقال هاردينغ إلى واشنطن في عام 1915. سمحت كفاءتها بسفر هاردينغ من أجل إلقاء الخطابات، إذ ازداد استخدامه للسكك الحديدية المجانية كثيرًا بعد زواجه. قامت فلورنسا هاردينغ بتوفير صارم وكتبت عن هاردينغ «كان جيدًا عندما يستمع إلي وسيئًا عندما لا يستمع».
سافر هاردينغ في عام 1892 إلى واشنطن، حيث التقى عضو مجلس النواب الديمقراطي عن نبراسكا وليام جيننغز بريان، واستمع إلى كلمة «خطيب بلات الشاب» على أرضية مجلس النواب. سافر هاردينغ إلى المعرض العالمي الكولومبي في شيكاغو في عام 1893. كانت كلتا زيارتيه دون فلورنسا. فاز الديمقراطيون عمومًا بمناصب مقاطعة ماريون، حينها ترشح هاردينغ لمنصب مراجع الحسابات في عام 1895 وخسر، لكنه أبلى أفضل مما كان متوقع. في السنة التالية، كان هاردينغ واحدًا من الخطباء الذين خطبوا في أنحاء أوهايو كجزء من حملة مرشح الرئاسة الجمهوري، وليام ماكينلي الذي كان رئيس ولاية في السابق. تبعًا لدين «أثناء عمل ]هاردينغ[ من أجل ماركيني، بدأ بصنع اسم له في أرجاء أوهايو».

## وصلات خارجية
- وارن جي. هاردينغ على موقع IMDb (الإنجليزية)
- وارن جي. هاردينغ على موقع الموسوعة البريطانية (الإنجليزية)
- وارن جي. هاردينغ على موقع ميوزك برينز (الإنجليزية)
- وارن جي. هاردينغ على موقع إن إن دي بي (الإنجليزية)
- وارن جي. هاردينغ على موقع ديسكوغز (الإنجليزية)
- وارن جي. هاردينغ على موقع قاعدة بيانات الفيلم (الإنجليزية)